# Hemithea tritonaria
Hemithea tritonaria là một loài bướm đêm thuộc họ Geometridae. Nó được tìm thấy ở Đông Á, bao gồm Nhật Bản, Thái Lan và bán đảo Triều Tiên.
Sải cánh dài 25–28 mm.

## Hình ảnh

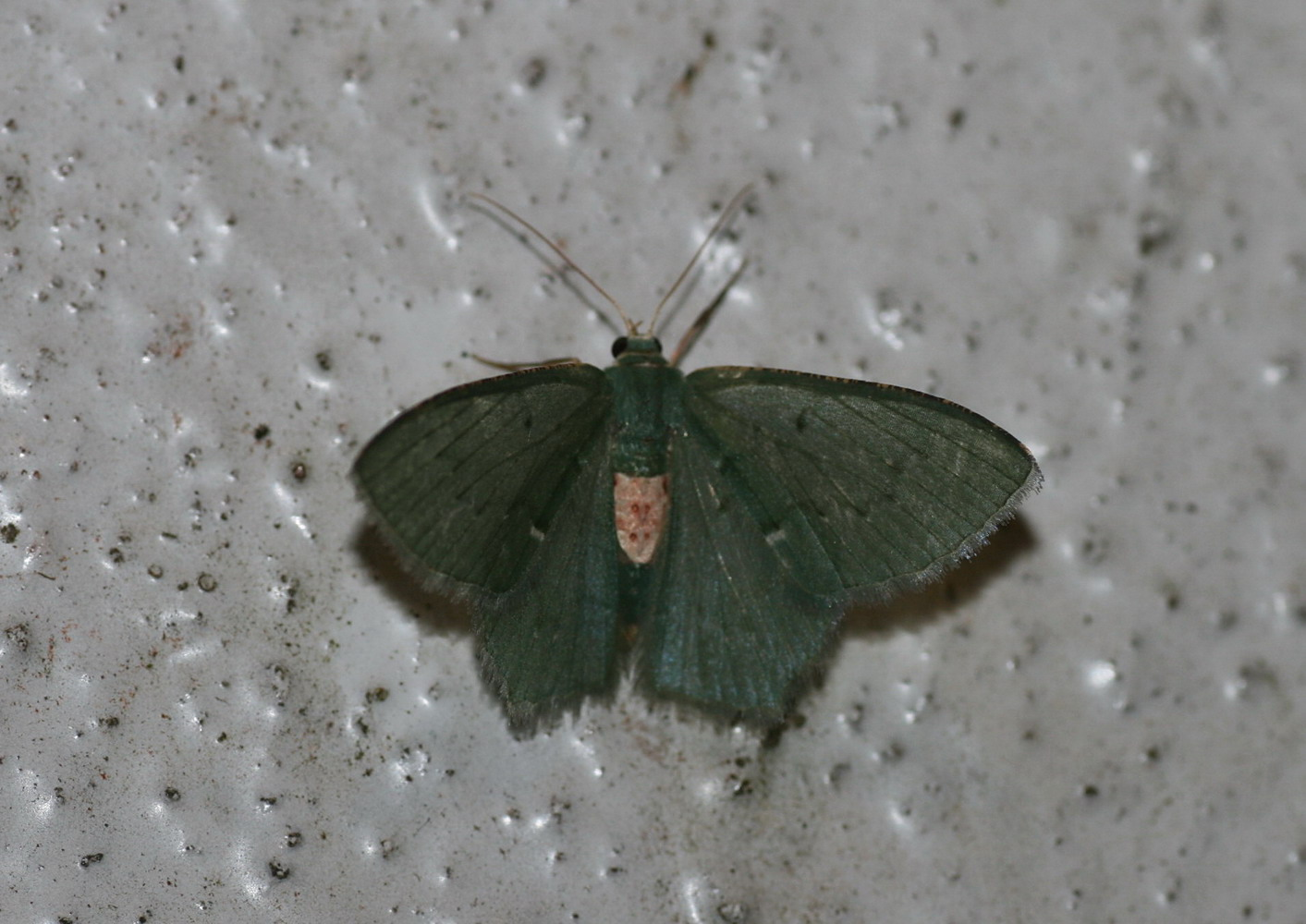